# Théologie de la mort de Dieu
La théologie de la mort de Dieu, apparue au milieu du XXe siècle, tente de concilier le christianisme avec l'agnosticisme ou l'athéisme dans un contexte de déchristianisation avancée.

## Histoire
L'expression « mort de Dieu », qui remonte à Nietzsche, n'est reprise par les théologiens qu'à partir du XXe siècle.
Gabriel Vahanian est l'un des initiateurs du mouvement de la théologie de la mort de Dieu avec son ouvrage La Mort de Dieu (1957),. À sa suite, William Hamilton a cherché à radicaliser cette théologie avant de prôner un christianisme athée. Bientôt, cette théologie se développe dans des cercles protestants d'Allemagne et d'Amérique du Nord.
Le mouvement de la théologie de la mort de Dieu est révélé au grand public par deux articles de Time magazine : l'un daté du 22 octobre 1965 et l'autre intitulé Is God Dead? (en) paru le 8 avril 1966. Outre Gabriel Vahanian, trois théologiens protestants américains sont cités dans ces articles : William Hamilton (en), Paul van Buren (en) et Thomas J. J. Altizer (en). Selon Thomas W. Ogletree, qui fut notamment professeur à la Yale Divinity School, pour ces trois théologiens, « le thème de la « mort de Dieu» est plus que la constatation d'un fait culturel, à savoir la disparition d'une conception de Dieu dans la société moderne, c'est véritablement la suppression du Dieu chrétien ».

## Influences
Les théologies de la mort de Dieu s'inspirent de Ludwig Feuerbach, Friedrich Nietzsche, Karl Marx et Jean-Paul Sartre dans le champ philosophique ; de Heinrich Heine, Fiodor Dostoïevski, Albert Camus et Georges Bernanos dans le champ littéraire.
Le théologien protestant Dietrich Bonhoeffer (1906-1945), exécuté par les nazis au camp de concentration de Flossenbürg à la fin de la guerre, a grandement influencé les théologiens américains de la mort de Dieu, notamment William Hamilton, et Paul van Buren. Il s'est interrogé, dans ses dernières lettres de prison, sur le devenir de Jésus-Christ dans un monde sans religion, sans besoin ni de métaphysique, ni d'intériorité,. Bonhoeffer a notamment écrit : « Dieu nous fait savoir qu'il nous faut vivre en tant qu'hommes qui parviennent à vivre sans Dieu. Le Dieu qui est avec nous est celui qui nous abandonne »,.

### Sources
- Fabien Leboeuf, « Les théologies de la mort de Dieu », Revue des sciences religieuses, vol. 41, no 2,‎ 1967, p. 129-149 (lire en ligne, consulté le 28 décembre 2016)
- Dietrich Bonhoeffer, Résistance et soumission (Lettres et notes de captivité), Labor et Fides, 1963  (ISBN 978-2-8309-1198-5)
- René Marlé, « La Théologie dite de la “mort de Dieu” », Études,‎ novembre 1968, p. 401-501 (lire en ligne, consulté le 17 mars 2017)